# Are You Listening
Are You Listening ist das 2011 erschienene Debütalbum der australischen Sleaze-/Hard-Rock-Gruppe Babyjane.

## Entstehung
Im Jahr 2009 spielte Babyjane im Vorprogramm einer Australien-Tournee von Sebastian Bach und erhielt in der Folge einen Plattenvertrag. Das Debütalbum der Gruppe entstand unter Mitarbeit des deutschen Produzenten Michael Wagener, der für die Tonmischung verantwortlich zeichnete.

## Titelliste
Alle Titel geschrieben von John Gerasolo, Paul Judge, Nik Katsaros und Andy Smith.
1. 4:12 – Are You Listening
2. 3:32 – Give It All Up
3. 4:17 – Li'l Gutters
4. 4:00 – Quicksand
5. 4:26 – Town Called Sinner Stone
6. 4:06 – Can You Keep a Secret?
7. 4:05 – Twenty Too Many
8. 4:12 – Miss Scorpio
9. 3:46 – Four Rusted Egos
10. 3:34 – Demontonic
11. 2:35 – Tell Me What I Need to Know [Paranoid Towers Outtake]